# Alessandro Spavone
Alessandro Spavone (Nápoles, 10 de mayo de 2004) es un futbolista italiano que juega como centrocampista ofensivo. Actualmente milita en el Guidonia Montecelio 1937 F. C. de la Serie C de Italia.

## Trayectoria
Spavone se formó en las categorías inferiores del Napoli. A partir de la temporada 2021-22, integró el equipo Primavera (Sub-19), disputando competiciones como el Campeonato Primavera 1, la Copa Italia Primavera y la Liga Juvenil de la UEFA.
En julio de 2023, fue cedido al Pro Vercelli, equipo de la Serie C, donde debutó en el fútbol profesional, participando tanto en el campeonato de liga como en la Copa Italia Serie C. Permaneció en el equipo vercellés hasta febrero de 2024.
Más tarde, en agosto de 2024, pasó cedido al Virtus Francavilla de la Serie D.
En enero de 2025 fue cedido al Guidonia Montecelio, también de la Serie D, con el que conquistó el ascenso a la Serie C. En julio del mismo año, fichó libre por el mismo club.

## Estadísticas

### Clubes
Actualizado al último partido disputado el 18 de mayo de 2025.
| Club                         | Div.          | Temporada           | Liga  | Liga  | Copa  | Copa  | Internacional | Internacional | Total | Total |
| Club                         | Div.          | Temporada           | Part. | Goles | Part. | Goles | Part.         | Goles         | Part. | Goles |
| ---------------------------- | ------------- | ------------------- | ----- | ----- | ----- | ----- | ------------- | ------------- | ----- | ----- |
| Pro Vercelli · Italia        | 3.ª           | 2023-24             | 7     | 0     | 1     | 0     | —             | —             | 8     | 0     |
| Virtus Francavilla · Italia  | 4.ª           | 2024-ene. 2025      | 17    | 0     | 2     | 0     | —             | —             | 19    | 0     |
| Guidonia Montecelio · Italia | 4.ª           | ene. 2025-jun. 2025 | 10    | 3     | 2     | 0     | —             | —             | 10    | 3     |
| Guidonia Montecelio · Italia | 3.ª           | 2025-26             | 0     | 0     | 0     | 0     | —             | —             | 0     | 0     |
| Guidonia Montecelio · Italia | Total club    | Total club          | 10    | 3     | 2     | 0     | 0             | 0             | 12    | 3     |
| Total carrera                | Total carrera | Total carrera       | 34    | 3     | 5     | 0     | 0             | 0             | 39    | 3     |